# 호리고에 공방
호리고에 공방(일본어: 堀越公方)은 일본 무로마치 시대에 간토 지방에서 있었던 공방 중 하나이다. 이즈국 호리고에(堀越)를 본거지로 삼았기에 호리고에 공방이라 부른다. ‘堀越’라는 지명은 호리고에라 읽는 것이 정석이나, 관용적으로 호리코시 공방이라고도 읽는다.

## 역사
조로쿠 원년(1457년), 무로마치 막부 제 8대 쇼군 아시카가 요시마사(足利義政)와 고가 공방(古河公方) 아시카가 시게우지(足利成氏) 사이의 대립의 골이 깊어지자, 요시마사는 출가하여 승려가 되어있던 이복형 아시카가 마사토모(足利政知)를 환속시켜 정식 가마쿠라 공방(鎌倉公方)로서 간토 지방으로 내려보냈다. 그러나 마사토모는 가마쿠라에 입성하지 못하고 그 앞인 이즈 호리고에에 머물게 되어 결국 그곳에 어소(御所)를 건설하였다. 한편, 시게우지는 가마쿠라에서 쫓겨나긴 하였으나, 시모우사 국 고가 성(古河城)을 본거지로 삼고 간토 북부를 세력권으로 삼아 건재하여, 가마쿠라 공방이 양립하는 상황이 되었다. 아시카가 마사토모는 본래 정식 가마쿠라 공방로서 가마쿠라 공방라고 불러야 하지만, 고가의 가마쿠라 공방 아시카가 시게우지에 견주어 호리고에의 가마쿠라 공방라는 뜻으로 간단히 호리고에 공방라고 부르게 되었다.
호리고에 공방에게는 간토 간레이 야마노우치 우에스기 가문(山内上杉家)과 교토에서 파견된 간토 단다이(関東探題) 시부카와 요시카네(渋川義鏡)·우에스기 노리사다(上杉教朝) 등이 붙어있어 사실상 실권은 전부 교토의 막부가 장악하고 있었기 때문에, 굉장히 취약한 구조였다. 또한, 간토 측의 다이묘들은 초대 가마쿠라 공방 아시카가 모토우지(足利基氏) 이래로 대대로 혈연관계를 맺어온 시게우지를 향한 충성심이 두터워, 간토 내의 세력에게 지지·협력을 얻기도 힘든 상황이었다. 더욱이 시부카와 요시카네가 야마노우치 우에스기 가문에 대항하기 위하여 스스로 간토 시쓰지(関東執事, 간토 간레이의 옛이름)을 칭하여 내분까지 일어나게 되었다(요시카네는 오기가야쓰 우에스기 가문(扇谷上杉家)과도 대립하여 결국 실각한다).
막부는 간토에 원군을 보내려고 했으나 막부의 핵심 가문인 시바 가문(斯波氏)에 내분이 일어나고, 무쓰·데와의 다이묘들도 출진하려고 하지 않아 뜻처럼 되지 않고, 오닌 원년(1467년)에는 오닌의 난이 발발하여 막부의 원조는 기대조차 할 수 없는 상황이 되었다. 야마노우치 우에스기 가문도 중신 나가오 가게하루(長尾景春)의 반란으로 궁지에 몰려있었는데다(나가오 가게하루의 난), 오기가야쓰 우에스기 가문도 이에 휘말려들어간 상태라서 시게우지 정벌은 사실상 불가능하게 되었다. 이에 분메이 14년(1482년)에 화해하고, 시게우지는 막부의 사면령을 받았다. 화해 조건의 하나로 시게우지는 이즈를 마사토모에게 양보하였으나, 결국 마사토모는 간토 지방의 수장은커녕 이즈 1국의 영주에 불과하게 되었다.
그 후, 마사토모는 막부의 내분을 이용하여 쇼군 아시카가 요시키(足利義材)를 폐위하고 자신의 아들 아시카가 요시즈미(足利義澄)를 쇼군으로 옹립하는 계획을 세웠으나, 메이오 원년(1491년) 병사하였다. 후계자로 차남 아시카가 준도지(足利潤童子)가 선택되었으나, 이복형 아시카가 자차마루(足利茶々)에 의해 준도지는 모친과 함께 살해당하고 2대 호리고에 공방으로 자차마루가 취임하였다.
메이오 2년(1493년, 이설 있음), 스루가의 이마가와 가문(今川氏)의 외척인 이세 모리토키(伊勢盛時, 후의 호조 소운)가 이마가와 군을 이끌고 호리고에 공방의 거성인 호리고에 어소(堀越御所)를 침공하여, 자차마루는 불을 지르고 자결하였다고 한다. 일설로는 메이오 정변으로 요시즈미가 쇼군으로 취임하자, 자차마루가 쇼군 생모 살해범으로서 토벌당한 것이라고도 여겨진다. 이로써 호리고에 공방은 겨우 36년 만에 멸망하게 된다.
일설에는 이세 모리토키의 이즈 공략 이후에도 수년간 자차마루가 살아있었다고 하여 호리고에 공방의 멸망 시기에도 여러 설이 제시되고 있으나, 적어도 15세기 후반에는 이즈가 고호조 가문(後北条氏)의 전신인 이세 가문(伊勢氏)의 차지가 된 것이 분명하다. 이로써 가마쿠라 공방의 계보를 잇는 것은 고가 공방만이 남게 되었다.
호리고에 공방은 겨우 2대(사실상 1대)에 그쳤으나, 그 혈통은 교토 쇼군가로 이어졌다. 제 11대 쇼군 아시카가 요시즈미(足利義澄)부터 15대 쇼군 아시카가 요시아키(足利義昭)까지의 쇼군은 모두 초대 호리고에 공방 마사토모의 혈통이다.

## 역대 호리고에 공방
1. 아시카가 마사토모(足利政知) 재임:1457년 - 1491년
2. 아시카가 자차마루(足利茶々丸) 재임:1491년 - 1493년 (이설 있음)

## 같이 보기
- 교토쿠의 난
- 조쿄의 난